# Rue de Nesle
Pour les articles homonymes, voir Nesle (homonymie).
La rue de Nesle est une voie située dans le quartier de la Monnaie dans le 6e arrondissement de Paris.

## Situation et accès
La rue de Nesle est desservie par les lignes 4 et 10 à la station Odéon.

## Origine du nom
Elle porte ce nom en raison de la proximité de l'ancien hôtel de Nesle et de l'ancienne tour de Nesle.

## Historique
La rue a été ouverte en 1607 sur le site de l'ancien collège de Saint-Denis vendu en 1595 et démoli aussitôt. Elle prend alors le nom de « rue d'Anjou-Dauphine », en hommage à Gaston d'Anjou, troisième fils d'Henri IV. 
Elle est citée sous le nom de « rue d'Anjou » dans un manuscrit de 1636.
Elle prend son nom actuel par un arrêté du 26 février 1867.

## Bâtiments remarquables et lieux de mémoire
- Au no 8, dans les années 1960, la librairie de Jean-Jacques Pauvert.
- Au no 8, le musée des lettres et manuscrits (de 2004 à 2010) transféré sur au 222, boulevard Saint-Germain. Le lieu est en 2013 transformé en théâtre.
- Au no 13 se trouvent des restes de l'ancienne enceinte de Philippe Auguste.

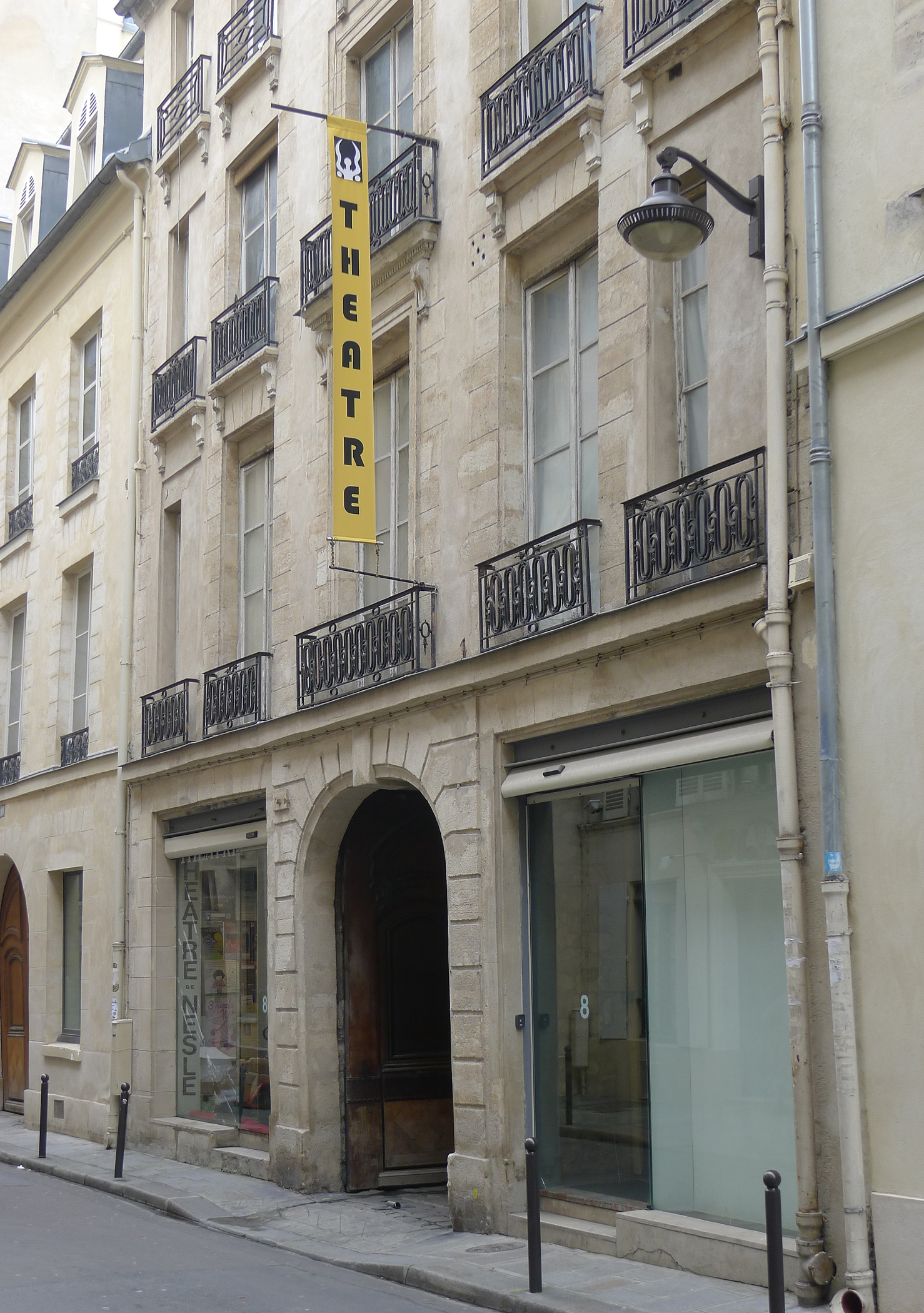
Le théâtre au no 8.
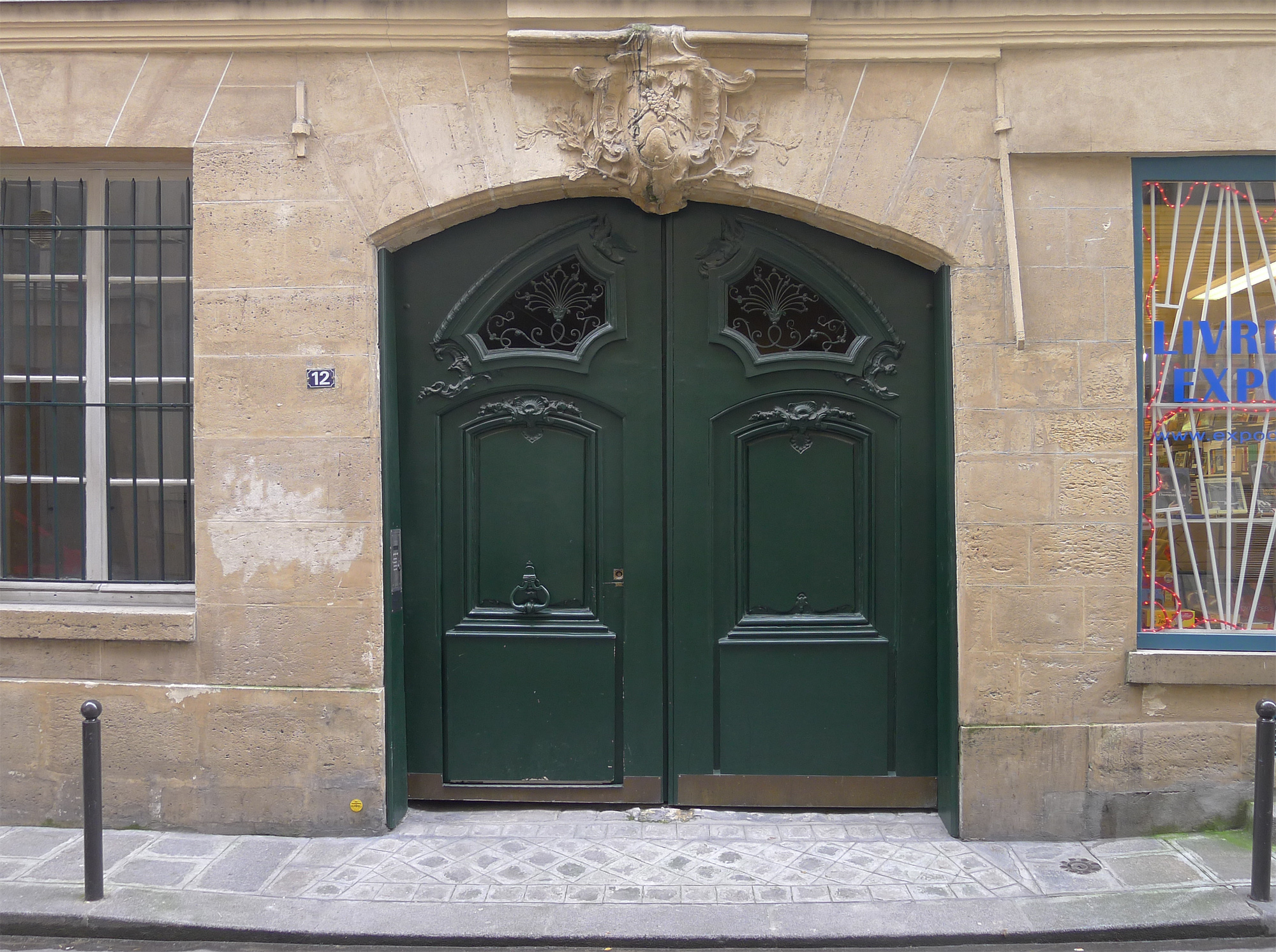
L'entrée du no 12.